# إسماعيل أيون
إسماعيل أيون (15 أبريل 1987) هو دراج مغربي .

## وصلات خارجية
- إسماعيل أيون على موقع أرشيف الدراجات (الإنجليزية)
- إسماعيل أيون على موقع إحصائيات الدراجات الإحترافية (الإنجليزية)
- إسماعيل أيون على موقع نسبة الدراجات (الإنجليزية)